# Clinocentrus flaviventris
Clinocentrus flaviventris är en stekelart som beskrevs av William Harris Ashmead 1894. Clinocentrus flaviventris ingår i släktet Clinocentrus och familjen bracksteklar. Inga underarter finns listade i Catalogue of Life.